# John Slater (acteur)
Pour les articles homonymes, voir Slater.
John Slater, né le 22 août 1916 à Londres et mort le 9 janvier 1975 dans la même ville, est un acteur britannique.

## Biographie
John Slater naît le 22 août 1916 à Londres, où il décède le 9 janvier 1975. Il est connu pour ses rôles dans les grands classiques britanniques des années 1940 comme Went the Day Well? ou encore Le Septième Voile, ainsi que pour son rôle du Sergent Stone tenu durant 420 épisodes dans la série Z-Cars.

## Filmographie

### Cinéma
- 1941 : The Common Touch (en) de John Baxter : Joe
- 1941 : Facing the Music (en) de Maclean Rogers (en)
- 1942 : They Flew Alone (en) de Herbert Wilcox : un officier
- 1942 : Gert and Daisy's Weekend de Maclean Rogers (en) : Jack Densham
- 1942 : The Harvest Shall Come (en) de Max Anderson (en): Tom Grimwood
- 1944 : Went the Day Well?, d'Alberto Cavalcanti : le sergent allemand
- 1944 : For Those in Peril de Charles Crichton :
- 1945 : Le Septième Voile (The Seventh Veil), de Compton Bennett : James
- 1945 : I Live in Grosvenor Square d'Herbert Wilcox
- 1947 : Il pleut toujours le dimanche (It always rains on Sunday), de Robert Hamer
- 1948 : Les Guerriers dans l'ombre (Against the Wind) : Emile Meyer
- 1948 : L'Évadé de Dartmoor (Escape) de Joseph L. Mankiewicz : le vendeur
- 1949 : Passeport pour Pimlico (Passport to Pimlico), de Henry Cornelius
- 1952 : L'assassin a de l'humour (The Ringer) de Guy Hamilton
- 1963 : A Place to Go de Basil Dearden : Jack Ellerman

### Télévision
- 1967 - 1974 : Z-Cars : Sergent Stone (420 épisodes)